# Палац уряду Перу
Палац уряду Перу (ісп. Palacio de Gobierno del Perú, також Будинок Пісарро ісп. Casa de Pizarro) — резиденція уряду та президента Перу.
Палац розташовано на місці урядового палацу, зведеного в 1535 році, на території величезного індіанського поховання Уака, святині індіанського вождя Таулічуско. Це велична будівля, оточена кованою огорожею, а південним боком, виходить на Головну площу (Plaza Mayor). Нинішній палац побудований у XX столітті, у стилі французької барокової архітектури, для Франсіско Пісарро, губернатора Нової Кастилії, коли було створено віцекоролівство Перу. Будівля стала резиденцією віцекороля та уряду Перу. Головним архітектором був поляк Рікардо де Яха Малаховський. Палац багато разів реконструювався, а ґрунтовну реконструкцію було проведено в період президентства Оскара Бенавідеса.

## Історія

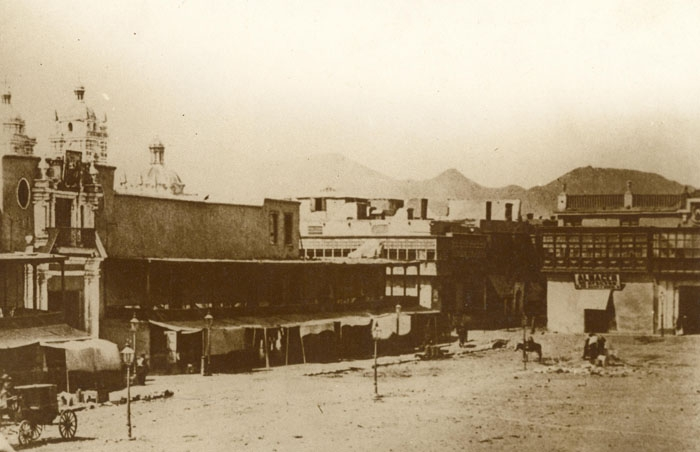
Палац станом на 1860 рік

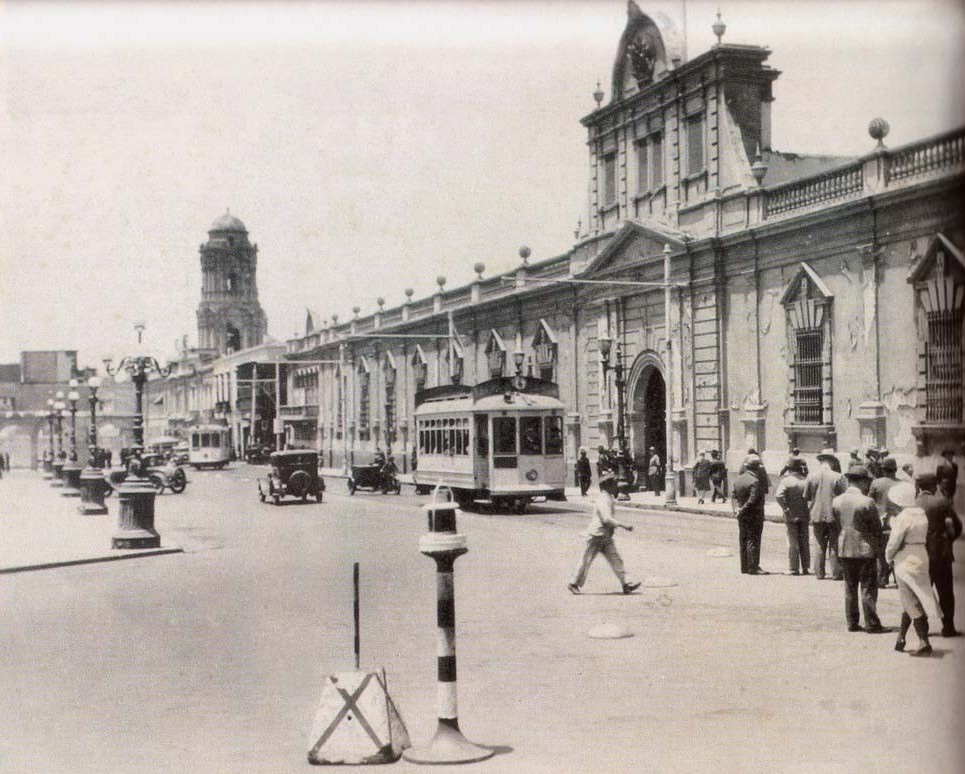
Палац у 1920-х роках

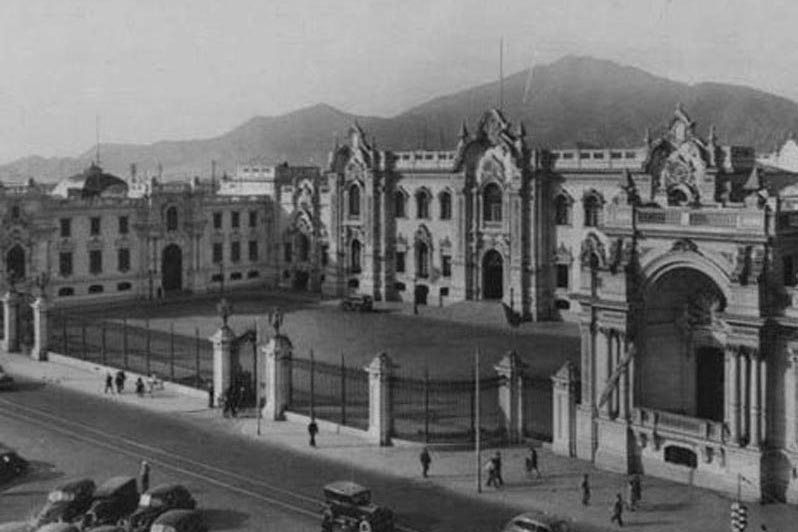
Палац станом на 1938 рік

Розташування палацу цікаве з двох причин. По-перше, тут жив Таулічуско, правитель долини Римак . По-друге, на цьому місці 28 липня 1821 року генерал Хосе де Сан-Мартін проголосив незалежність Перу.
Франсіско Пісарро заклав цей двоповерховий будинок із цегли-сирцю в 1535 році. Будівництво ледве встигли закінчити в 1536 році, як відбулося повстання індіанців. Будівля була перетворена на фортецю з глинобитними стінами. Там жив Пісарро та його коханка, дружина інки Атавальпи, якого вбив Пісарро. Облога тривала дванадцять днів. Потім на палац напав Дієго де Альмагро, одноокий партнер Пісарро із завоювання Перу, а потім його ворог. Зрештою після кривавої битви, старший Альмагро був страчений братами Пісарро, але його син Дієго молодший продовжив боротьбу. Хоча Пісарро неодноразово попереджали про молодого Альмагро та його армію, він не посилив власну охорону. 26 червня 1541 року під час вечері солдати з криками «смерть тирану» вбили слуг і кинулися до його кімнати. У сутичці Пісарро вбив двох солдатів, поки ватажок повсталих не вигукнув: «Чому так довго?» І, взявши одного з товаришів, пішов на Пісарро, який біг на них із шаблею. Пісарро отримав поранення в горло, хитаючись упав на підлогу, а його закололи мечами. Останнім його словом було «сповідь». Недихане тіло Пісарро загорнули в саван і вночі поховали у кафедральному соборі. На могилі не було його імені, поки в 1977 році Пісарро був перепохований у склепі кафедрального собору.
Після смерті Пісарро новий віцекороль Перу перетворив палац на свою резиденцію. Палац віцекороля був зруйнований внаслідок землетрусу в Лімі та Кальяо у 1586 році.
У цей період палац час від часу реконструювався, і його займали 43 віцекоролі, починаючи з Франсіско Пісарро, і закінчуючи Хосе де ла Сірною, до проголошення незалежності Перу в 1821 році.
З цього моменту палац є резиденцією всіх президентів Перу до сьогодні.
Під час тихоокеанської війни 1879—1883 років палац був зайнятий чилійською армією під командуванням адмірала Патрісіо Лінча, з 17 січня 1881 до 23 жовтня 1883 року, коли тимчасовий уряд Мігеля Іглесіаса, підписав мирний договір. Чилійські солдати пограбували палац, внаслідок чого зникли багато цінних речей: дві гармати біля головних воріт палацу, портрети довоєнних намісників і президентів, всі меблі, килими та люстри.
У грудні 1884 року в палаці сталася пожежа і нова будівля була збудована в період урядування генерала Мігеля Іглесіаса.
3 липня 1921 року нова пожежа знову знищила палац. Президент Аугусто Легія наказав розпочати його реконструкцію. Будівництво нового палацу почалося 1926 року . Перший етап проходив під керівництвом французького архітектора Клода Сахута. У 1929 році, після початку світової економічної кризи будівництво зупинилося. Потім відновилося, але за рік знову зупинилося. Другий етап зведення датується 1937 та 1938 роками, періодом президентства Оскара Бенавідеса, під керівництвом польського архітектора Рікардо де Яха Малаховського. Робота розпочалася 24 серпня 1937 року. Проєкт було завершено наступного року і новий палац уряду було офіційно відкрито.
28 липня 2021 року під час своєї інавгурації президент Педро Кастільо оголосив, що він не використовуватиме палац та передасть його Міністерству культури, щоб перетворити на музей історії Перу.

## Архітектура

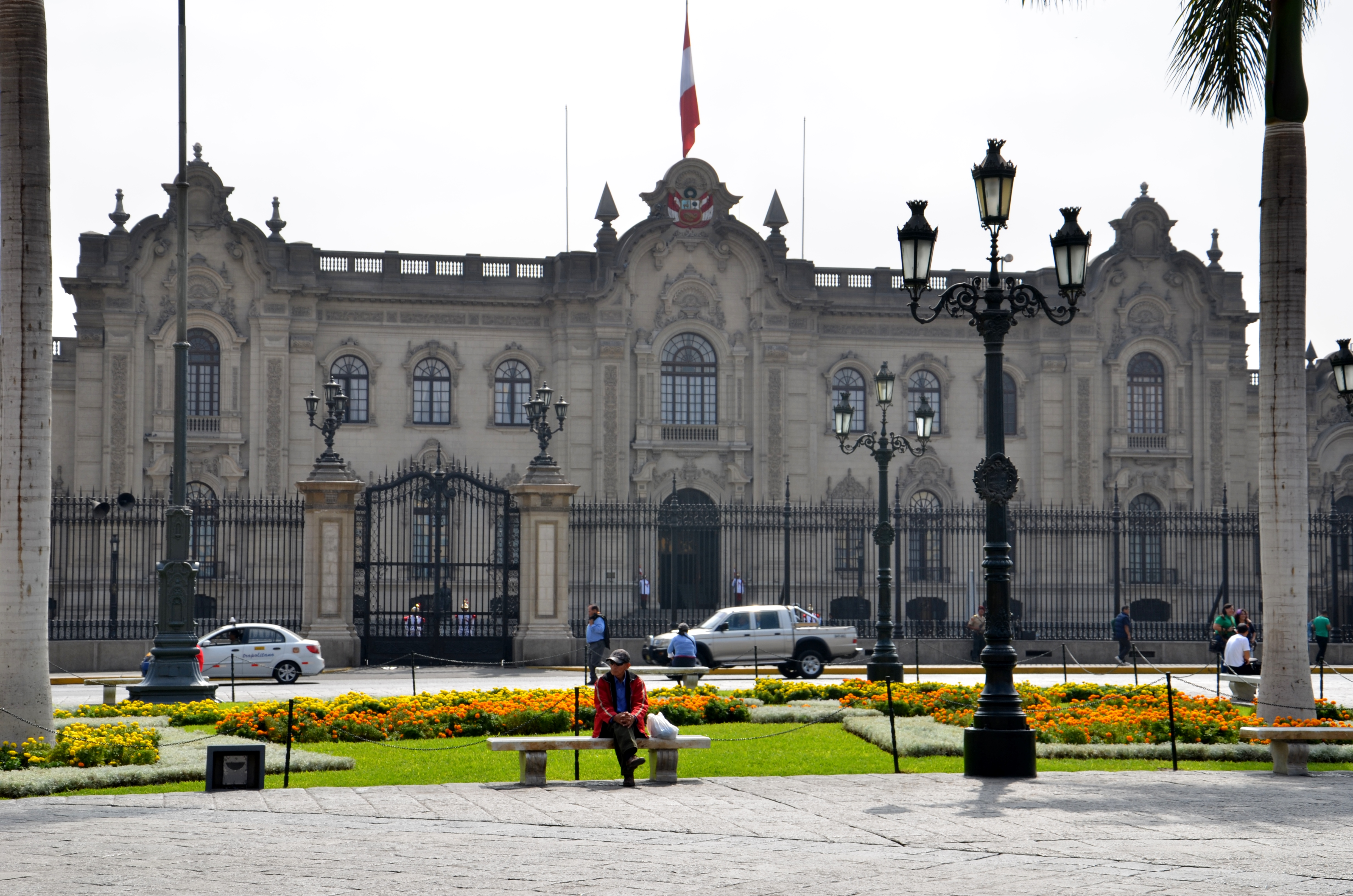
Фасад палацу

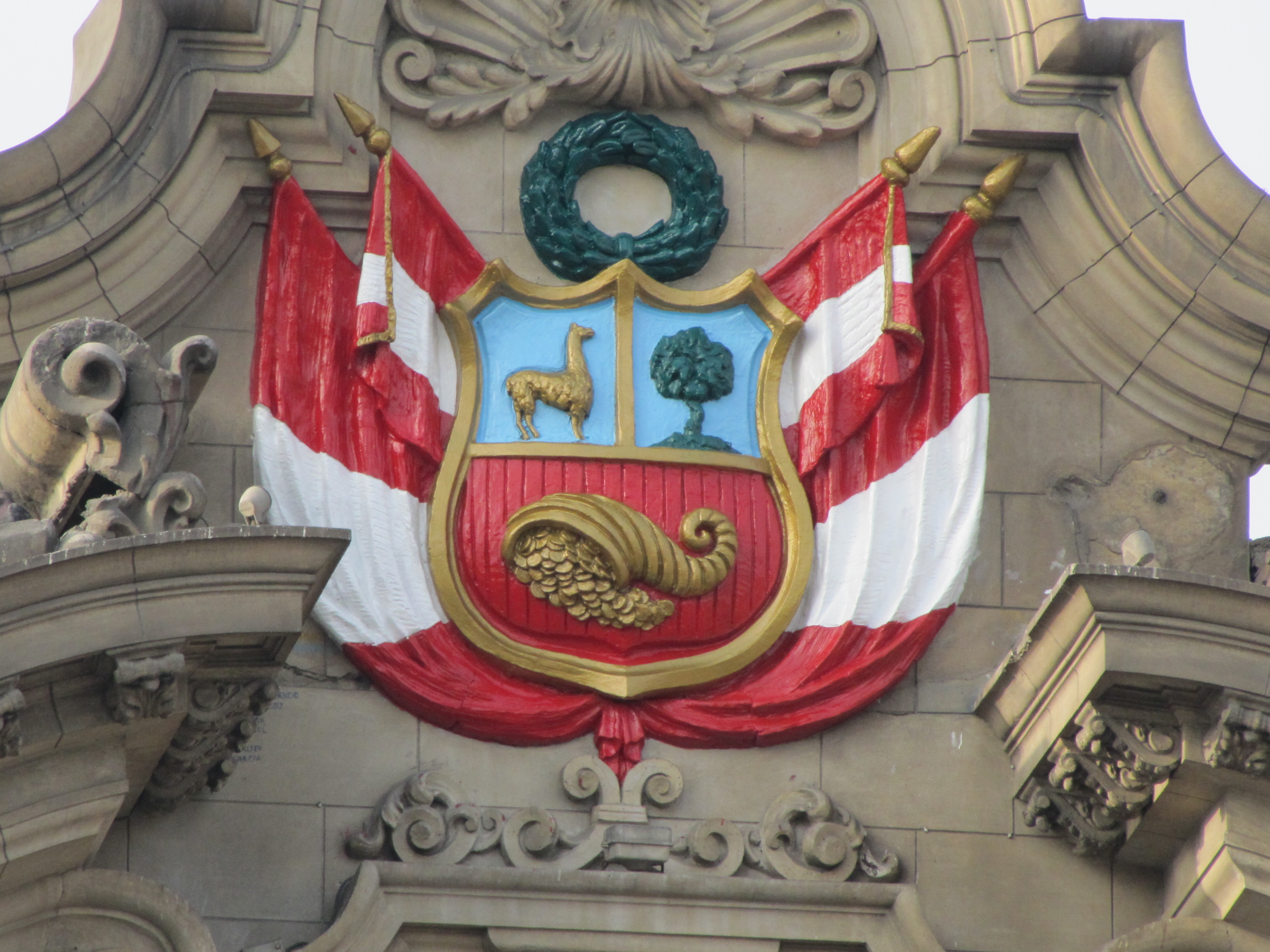
Герб Перу на головному фасаді палацу

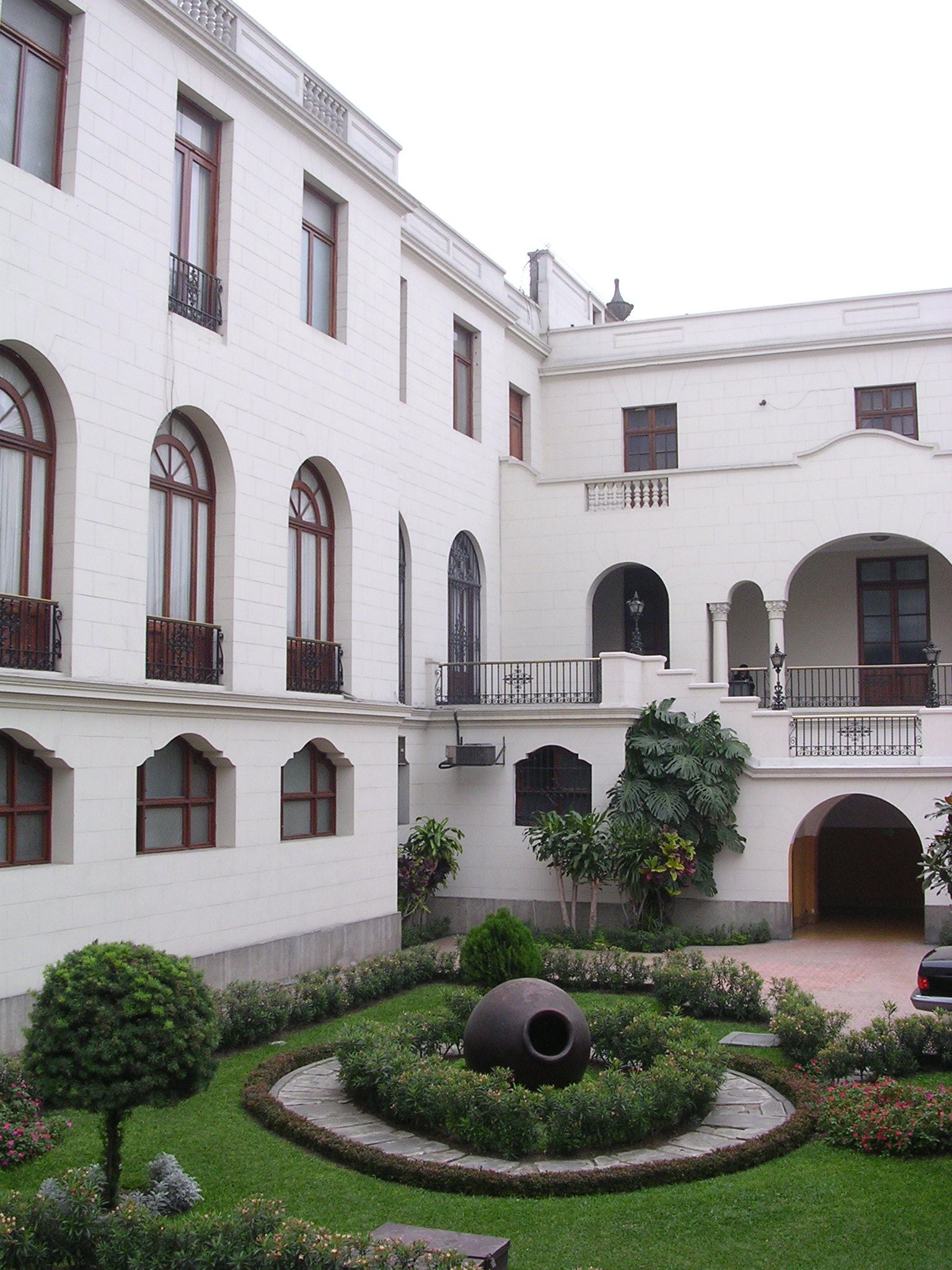
Внутрішній двір

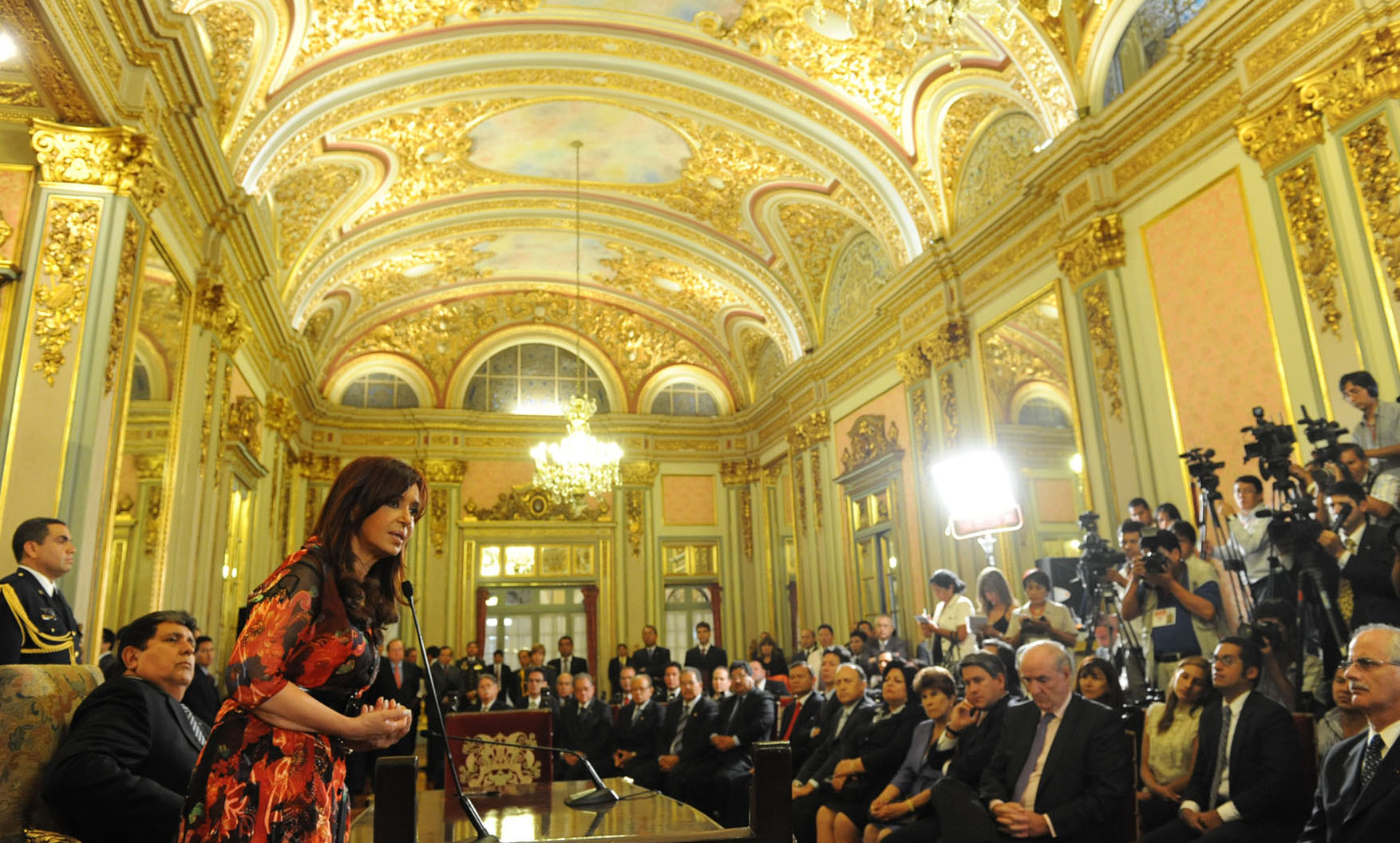
Президентка Крістіна Фернандес де Кіршнер у Золотій вітальні

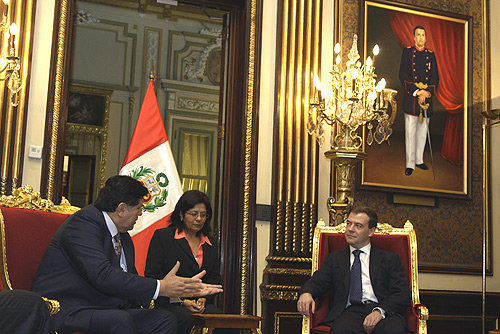
Алан Гарсіа та Дмитро Медведєв у кімнаті Маріано Сантоса Матеоса. Саміт АТЕС 2008

### Фасад
Фасад з парадним входом збудований у неоколоніальному стилі у 1920 році під керівництвом Клода Сахута, архітектора французького походження.
Фасад, що виходить на головну площу, оформлений у стилі необароко в 1938 році під керівництвом Рікардо де Яха Малаховського, польського архітектора.
У палаці є внутрішній двір із садом. За легендою, Пісарро посадив тут дерево і дбав про нього. У 1987 році, в перший термін президентства Алана Гарсіа, тут було відкрито пам'ятник Андресу Авеліно Касересу .
На початку лютого 2007 року, герб Перу, який знаходиться на верхній частині головного фасаду палацу, був розписаний студентами Національної школи образотворчих мистецтв Перу Хорхе Раміресом та Іво Фуентесом, на чолі з Леслі Лі.

### Інтер'єр
Палац має велику кількість церемоніальних залів та кімнат, присвячених діячам перуанської історії (канцелярію президента названо на честь «полковника Франсіско Болоньєзі», кімнату переговорів — «адмірала Мігеля Грау», кабанет ради міністрів — «капітана ВПС Хосе Кіньонеса Гонсалеса», посольська гвардійського інспектора Маріано Сантоса Матеоса"). У палаці є Золота вітальня, яка має багату колекцію живопису, поряд офіційна резиденція президента.

#### Зал Хорхе Басадрі
Раніше називався залом Елеспуру та Чокехуанка, на честь сержанта Еулоджіо Елеспуру і солдата Педро Чокехуанка, які стояли на варті біля палацу і були вбиті з чотирма іншими солдатами 29 травня 1909 року, коли двадцять бунтівників на чолі з Карлосом де П'єрола та Орестом Ферро напали на палац для захоплення президента Аугусто Leguía, який відмовився піти у відставку.
Оформлений в іспанському стилі в 1920 році, він має великі арки з мармуровими колонами, і чотири вікна. У цьому залі є унікальна скульптура генерала Хосе де Сан-Мартіна, визволителя Перу. За розташуванням його правої руки, можна судити про те, що скульптор знав, що Сан-Мартін був членом Ложі масонів.

#### Севільська кімната
Оформлена в 1920 році з глазурованої плитки, зробленої в Севільї, Іспанія.

#### Золота вітальня
Оформлена в 1920 році . Названа так тому, що оштукатурені стіни вкриті сусальним золотом. Є, мабуть, найбільшим залом палацу. Величезна вітальня зі склепінчастою стелею, оформлена в європейському стилі з мотивами корінних народів Перу. Стіни прикрашені дзеркалами. Меблі в стилі Людовика XIV, на стелі — чотири бронзові кришталеві люстри.
У центрі знаходяться перила з яшми, обрамлені двома мармуровими колонами, поруч два мармурові столи, над центральним столом — старий годинник і статуя князя Еммануїла Філібера Савойського, переможця битви при Сент-Квентіні в 1557 році .
У вітальні проходять урочисті прийоми. Саме тут міністри складають присягу і посли вручають президенту вірчі грамоти.
Внаслідок археологічних розкопок під вітальнею було знайдено храм інків.

#### КімнатаТупака Амару II
Оформлена в 1920 році . Раніше була названа на честь Пісарро. Інтер'єр має цікаві мистецькі твори. Наприклад, чотири скульптури, що представляють чотири пори року, та сорокаметровий килим із Арекіпи. Над каміном висить портрет Тупака Амару II . З 1972 року цей портрет замінює портрет Пісарро. Вікна виходять на головну площу Ліми .
Також тут стоїть трон, подарований японським імператором Акіхіто . Кімната використовується для проведення офіційних звернень президента, прес-конференцій, нарад та урочистих обідів.

#### Кімната миру
Є головною їдальнею палацу і названа так тому, що в цій кімнаті 30 жовтня 1980 року був підписаний мирний договір між Гондурасом та Сальвадором, за посередництва колишнього президента Перу Хосе Бустаманте і Ріверо.
Оформлена в колоніальному стилі з балконом на кожній стороні, де розташовується оркестр. На стелі гарна кришталева люстра, з богемського кварцу, вагою 2000 кг. У центрі довгий стіл із різьбленими стільцями, оббитими шкірою з гербом Пісарро. Кімната оздоблена картинами.

#### Кімната адмірала Мігель Грау
Раніше називалася кімнатою угод, тут є живопис адмірала Мігеля Грау, героя флоту.

#### Посольська кімната
Називається так тому, що саме тут посли вручають довірчі грамоти президенту. Оформлена в стилі Людовика XIV з дерева та бронзи, меблі у стилі Регентства.
31 грудня 2007 року міністр внутрішніх справ Луїс Альва Кастро назвав кімнату на честь гвардійського інспектора Маріано Сантоса Матеоса, національного героя Перу. 27 листопада 1879 року ополченець Маріано Сантос Матеос захопив прапор чилійської армії у битві при Тарапаку, під час тихоокеанської війни . У кімнаті є портрет Маріано Сантоса Матеоса та картина, що зображує перемогу в битві при Тарапаку.

#### Резиденція президента
Оформлена в 1938 році, в ній живе президент та його сім'я. Складається з дворівневої великої зали з римськими колонами, з мармуровими підлогами з красивими індіанськими мотивами. У задній частині, сходи обрамлені двома бюстами визволителів Перу: Сімона Болівара та Хосе де Сан-Мартіна, перуанського скульптора Луїса Агурто.
Біля входу на стіні — портрет Франсіско Пісарро, перуанського художника Даніеля Ернандеса. До 1972 року він перебував у кімнаті Пісарро.
Резиденція має зелену кімнату, китайську кімнату, білий і золотий зали. На другому поверсі — спальня президента. Вікна виходять на садок.

## Президентська гвардія та охорона палацу
Історія палацової охорони починається зі створення королівської охорони (гвардії), з покладеним на неї обов'язком охорони представника короля Іспанії в Перу. Ця подія є першою появою сил охорони та охорона (гвардія) стала однією з інституційних попередниць, органів державної безпеки.
Після проголошення Перу республікою, безпека керівників держави та палацу була обов'язком армійського корпусу, поліцейських сил, Національної жандармерії Перу.
Незабаром після того, в 1938 році було відкрито новий палац, його охорона була доручена кавалерійському полку « фельдмаршала Домінго Ньєто». До обов'язків полку входить супровід президента Республіки Перу, караульна служба біля палацу, а також інші протокольні функції.
Щодня рівно о дванадцятій годині дня відбувається зміна варти президентської охорони (гвардії). Околиці палацу охороняють члени Департаменту боротьби з заворушеннями Національної поліції Перу, тоді як безпека та постійний захист президента покладено на Відділ управління державної безпеки Національної поліції Перу.

## Галерея

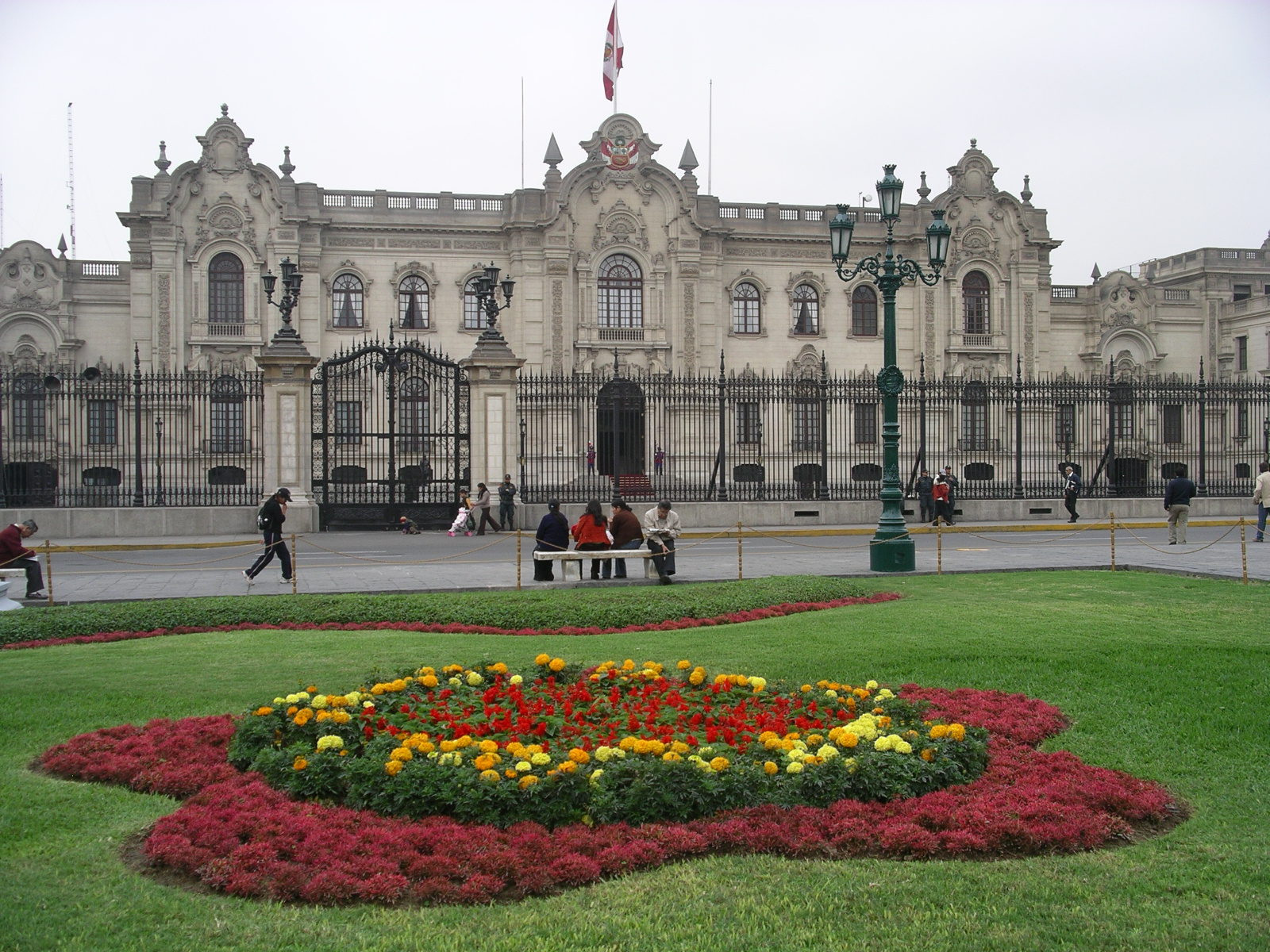
Вид на палац
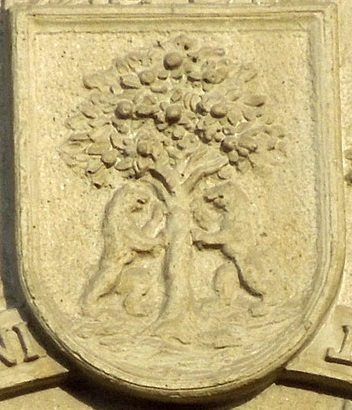
Фамільний герб Пісарро на фасаді
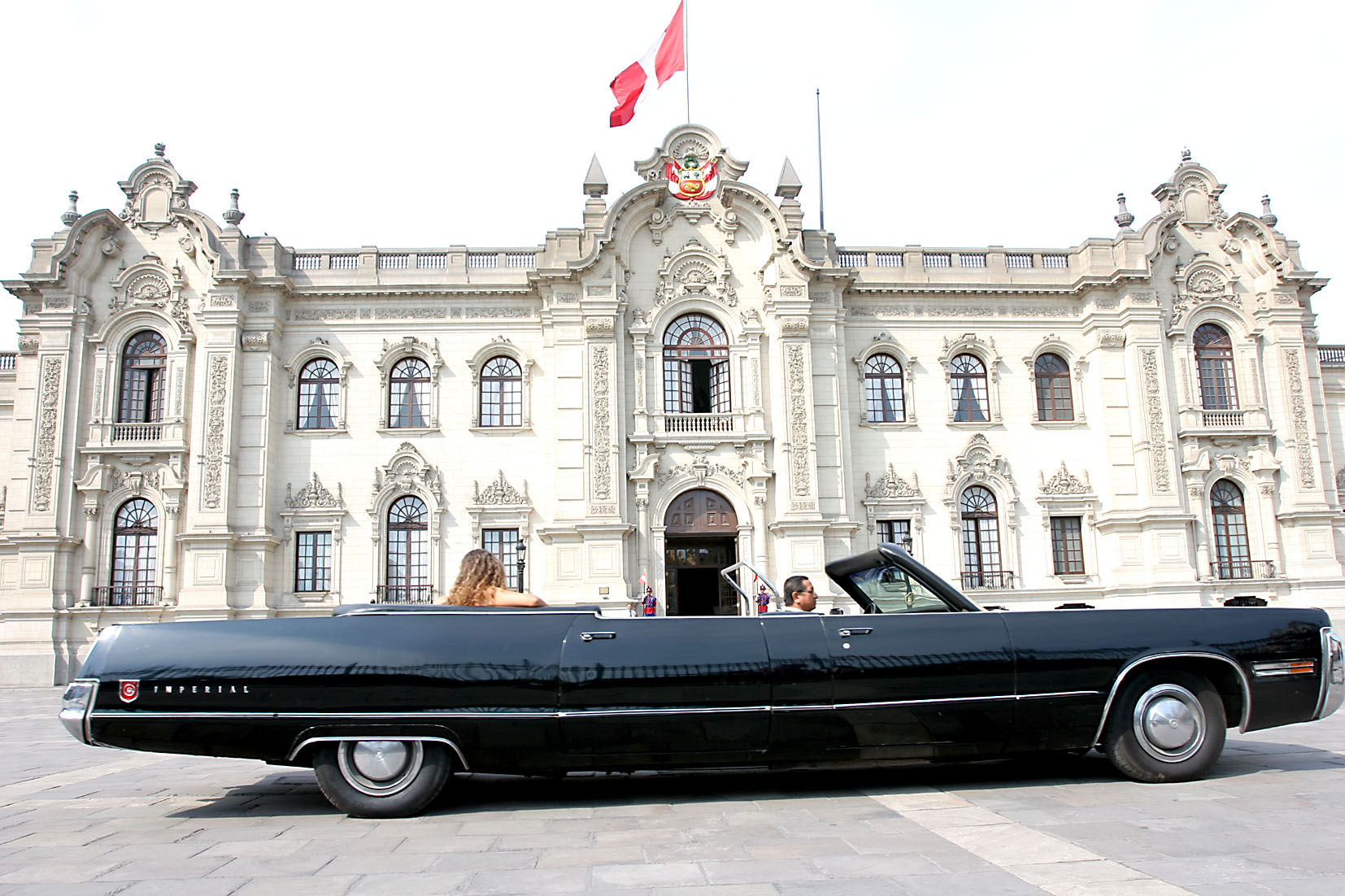
Президентський лімузин біля палацу
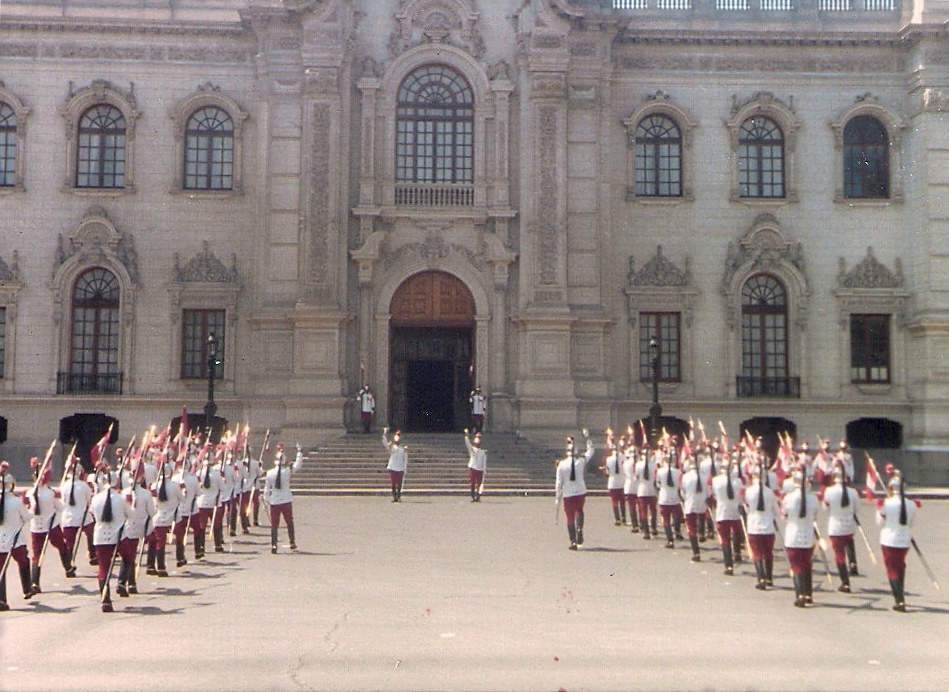
Зміна варти
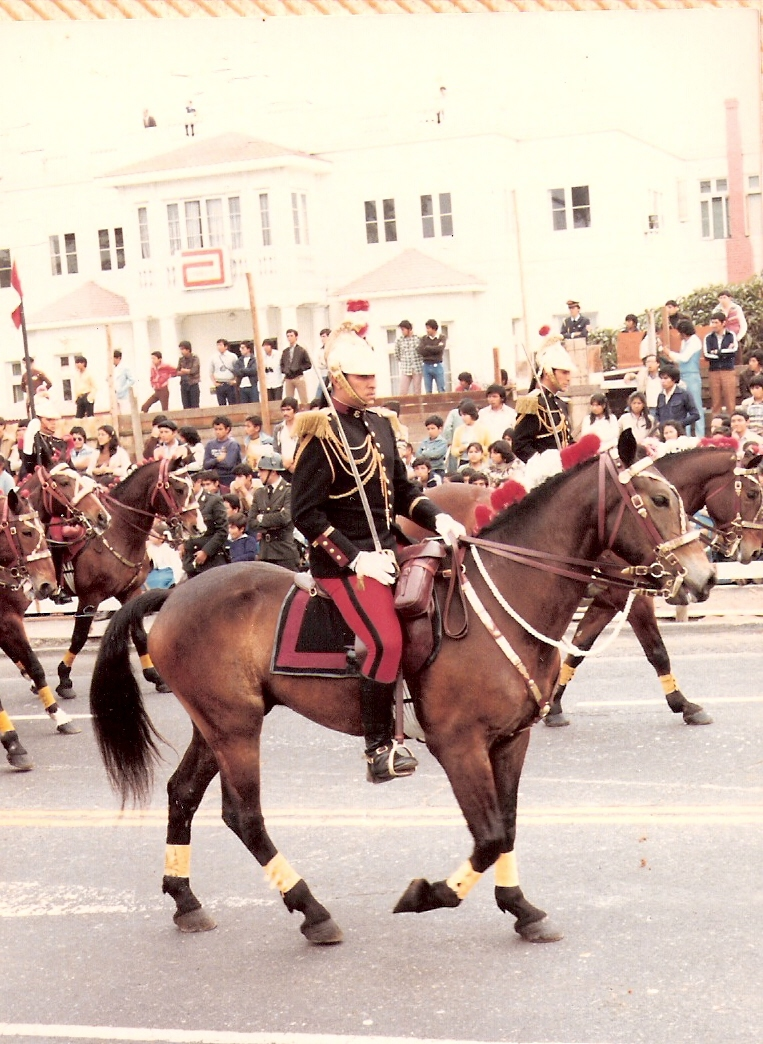
Кавалерія на марші